# 费兰
费兰（法語：Férin，法語發音：[feʁɛ̃]）是法国上法蘭西大區北部省的一个市镇，位于该省中南部，属于杜埃区。

## 地理
费兰（50°19'40"N, 3°4'25"E）面积5.52 平方千米，位于法国上法蘭西大區北部省，该省份为法国最北部的省份及最长的省份，西北濒北海，西接加来海峡省，南至埃纳省和索姆省，东与比利时接壤。
与费兰接壤的市镇（或旧市镇、城区）包括：朗布尔莱杜埃、桑勒诺布勒、库尔舍莱特、德希、格尔赞、科尔贝姆、古伊苏贝洛讷。

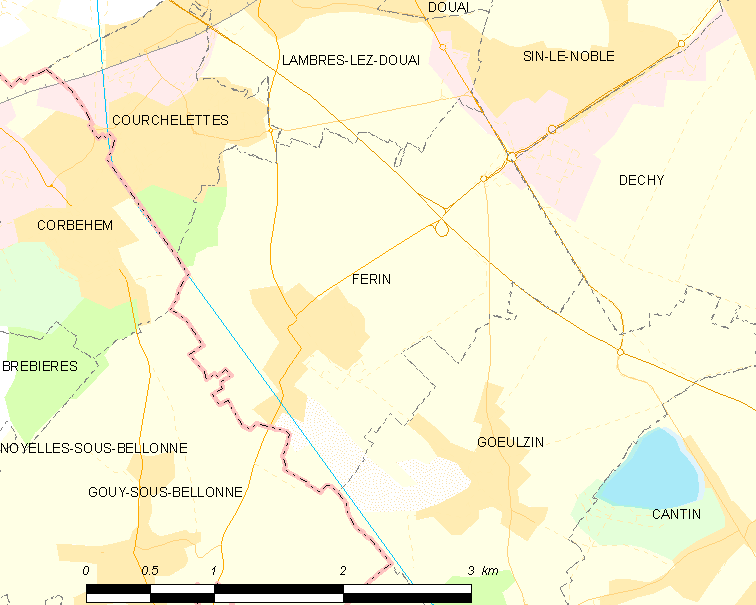
费兰的OSM定位图

费兰的时区为UTC+01:00、UTC+02:00（夏令时）。

## 行政
费兰的邮政编码为59169，INSEE市镇编码为59228。

## 政治
费兰所属的省级选区为阿尼什县。

## 人口

1962-2008年间费兰人口变化图示

费兰于2022年1月1日时的人口数量为1441人。